# 寧嬪金氏
寧嬪金氏（韓語：영빈 김씨，1669年—1735年），朝鮮肅宗的後宮嬪御，本貫安東，贈領議政金尚憲之玄孫女，文忠公金壽恒之侄孫女，金昌國與李氏之次女，她是除了王后之外肅宗的後宮中唯一貴族出身的嬪妃。。 

## 生平
肅宗十二年（1686年）三月，金氏被選為淑儀，時年18歲（虛歲）。不久又陞為昭儀，之後再晉升為貴人，在短短一年間升了兩級。然而肅宗十五年（1689年）因為與禧嬪張氏對立，於是和仁顯王后一起被廢，貶回私宅。
肅宗二十年（1694年）復位，恢復貴人的身分。據野史傳說，仁顯王后臨終前曾希望金氏成為下一任王妃，然而後來肅宗下令不再陞後宮嬪御為王妃，另選金柱臣之女為繼妃，即仁元王后。
肅宗二十八年（1702年）仁元王后進宮，金氏被封為寧嬪，她在肅宗過世後依規定回到私宅度過餘生，景宗跟英祖都相當禮遇及尊敬她，英祖十一年（1735年）正月逝世，享年67歲（虛歲）。
在景宗年間，由於王儲空缺之爭，寧嬪曾支持延礽君（英祖）立儲，不過此舉招來日後少論派的反撲，並因此想藉此把安東金氏一網打盡．少論暗指景宗之死是由宮人金氏下藥所為，同時提及孝宗年間處死庶母趙貴人一事來暗指寧嬪．不過由於寧嬪娘家跟仁顯王后娘家交好又是仁元王后的遠房親戚，因此在仁元王后力保下始終不受波及．
英祖二十九年（1753年），英祖又命庶十女和柔翁主奉祀寧嬪。

## 家族
| 关系       | 姓名     | 生卒年     | 封号/职位  | 备注 |
| ---------- | -------- | ---------- | ---------- | --- |
| 五代祖     | 金克孝   |            |            | 孝宗妃仁宣王后的外曾祖。 |
| 外五代祖   | 李秀光   |            |            | 贈咸豊君李繼壽之子。 |
| 本生高祖   | 金尚寬   | 1566－1621 |            | 金克孝次子，金光燦之生父。                                                                                                   |
| 本生高祖母 | 宜寧南氏 |            | 贈貞敬夫人 | |
| 高祖       | 金尙憲   | 1570－1652 |            | 金克孝四子，金光燦之養父，配享孝宗廟庭。                                                                                     |
| 高祖母     | 星州李氏 |            | 贈貞敬夫人 | |
| 外高祖     | 李惟侃   |            |            | |
| 曾祖       | 金光燦   | 1597－1668 | 贈領議政   | |
| 曾祖母     | 延安金氏 | 1596－1633 | 贈貞敬夫人 | 延興府院君金悌男之孙女。 清州牧使赠左承旨金琜之女。 仁穆王后姪女。                                                           |
| 外曾祖     | 李景稷   |            |            | |
| 祖父       | 金壽增   | 1624－1701 | 工曹參判   | 表字「延之」，號「谷雲」。                                                                                                   |
| 祖母       | 昌寧曹氏 | 1627－1687 | 贈貞夫人   | 夏興君曺漢英之女。 |
| 外祖       | 李正英   | 1616－1686 |            | 字「子修」，号「西谷」。 |
| 外祖母     | 文化柳氏 |            | 贈貞敬夫人 | 柳基善之女。 |
| 父         | 金昌國   | 1644－1717 | 成川府使   | 表字「元柱」。 |
| 母         | 全州李氏 | 1648－1714 |            | 定宗庶十子德泉君李厚生后裔。                                                                                                 |
| 姊         | 安东金氏 |            |            | 适李賀朝。 |
| 养弟       | 金致謙   |            |            | 生父为金昌翕。 |
| 叔公       | 金壽興   | 1626－1690 | 領議政     | 字「起之」，号「退憂堂」。 显宗时期領議政，卒于谪所，后諡「文翼」。                                                          |
| 叔公       | 金壽恒   | 1629－1689 | 領議政     | 字「久之」，号「文谷」。 肅宗时期領議政，被赐死，后諡「文忠」。 純祖妃純元王后、憲宗元妃孝顯王后、哲宗妃哲仁王后的远祖。     |
| 堂叔       | 金昌集   | 1648－1722 | 領議政     | 字「汝成」，号「夢窩」。 老論派四大臣之一，肅宗、景宗时期領議政，辛壬士禍时被赐死。 后諡「忠獻」，配享英祖廟庭，玄孙金祖淳。 |
| 堂叔       | 金昌協   | 1651－1708 |            | 字「仲和」，号「農巖」。 |
| 堂叔       | 金昌翕   | 1653－1722 |            | 字「子益」，号「三淵」。 |

## 附註
1. ↑  《承政院日記》英祖48年〔1772年〕1年8日【備忘記，傳于李碩載曰，今日寧嬪生辰，咫尺此闕，予懷何抑，令該曹，今日內米太輸納草記。】
2. ↑  .   [2013-02-05]. （原始内容存档于2020-09-13）.
3. ↑  《寧嬪安東金氏墓表》……子昌國成川府使，府使公娶全州李氏判敦寧府事正英女，生嬪焉。……
4. ↑  《金昌國墓碣》……配完山李氏，恭靖大王後裔，判書孝簡公諱正英之女。……有二女無男……女長適縣監李賀朝，季肅宗寧嬪。……
5. ↑  .   [2013-02-05]. （原始内容存档于2020-09-13）.
6. ↑  《肅宗實錄》記載，肅宗12年5月27日，「淑儀金氏爲昭儀。」，11月5日，「以昭儀金氏爲貴人。」
7. ↑  .   [2013-02-05]. （原始内容存档于2020-09-13）.
8. ↑  .   [2015-08-30]. （原始内容存档于2020-09-13）.
9. ↑  黃胤錫《頤齋亂藁》漢唐宋明 以後宮陞冊正嫡者 何限 宋家法最正 而仁宗乃爲一貴妃早薨者 謚曰溫成皇后 夫唐家之追謚太子諸王爲皇帝若封爵 已是不經 卽溫成尤可異矣 本朝家法 視宋世愈正 而窃嘗攷之 璿系文宗顯德王后 初選入東宮 封承徽進良媛 終進冊世子嬪 而追尊爲王后矣 睿宗安順王后 初選入東宮 封昭訓進冊王妃矣 成宗貞顯王后 初選入大內 封淑儀進冊王妃矣 中宗章敬王后 亦選入大內 封淑儀進冊王妃矣 蓋當時尙一二襲故而然 惟仁明以下 禮制始備 而直至肅宗甲戌廢禧嬪下敎曰 此後世世勿復以嬪御登后妃 大哉王言 實天下萬世齊家治國之本也 及辛巳仁顯王后疾大漸 勸上從祖宗故事曰 早晩壺位虛 則請以寧嬪金氏 陞冊而代已 蓋顯德安順貞顯章敬諸后 雖以後宮進 而皆衣冠名家 寧嬪亦然 與禧嬪不類故耳 上意已堅定 終不聽 本朝嚴嫡之大防 將自是有辭矣 （页面存档备份，存于）
10. ↑  .   [2013-02-05]. （原始内容存档于2020-09-13）.
11. ↑  .   [2013-02-05]. （原始内容存档于2020-09-13）.
12. ↑  《寧嬪安東金氏墓表》歲乙卯春正月癸未，寧嬪金氏卒，享年六十有七。……
13. ↑  .   [2014-08-14]. （原始内容存档于2020-09-13）.